# تخطيط صدى القلب

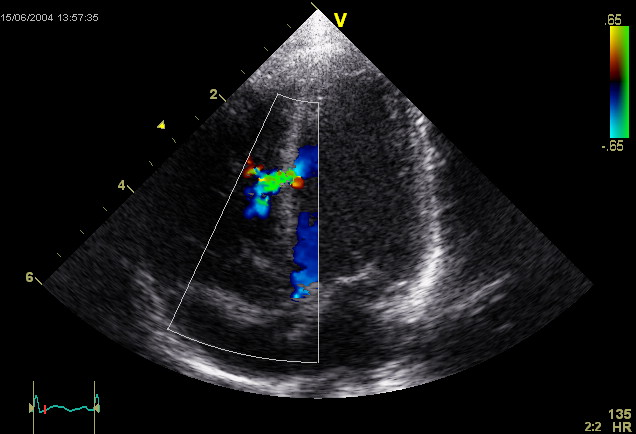
تخطيط صدى القلب يظهر عيب الحاجز البطيني.

تخطيط صدى القلب أو فحص القلب التصواتي (بالإنجليزية: Echocardiography) هو فحص للقلب باستخدام تقنية الموجات فوق الصوتية. يُعَد تخطيط صدى القلب من الفحوصات الطبية التصويرية غير الباضعة لحجرات القلب، ويتم التعرف خلال الفحص على قوة العضلة القلبية وعلى شكل وهيئة الصمامات القلبية، وما يعتريهما من أمراض.

## مبدأ العمل
للحصول على تصوير للقلب تُستغل خاصية الأمواج فوق الصوتية في اختراق المادة والانكسار والانعكاس عند اختراق الأوساط الفيزيائية المختلفة، يحدث ذلك عند حدود هذه الأوساط. ومثال ذلك عند انتقال الصوت من الجلد إلى طبقات الدهن تحته، وكذلك عند عبور الموجات فوق الصوتية العضلة القلبية، وتظهر بالتالي حجرات القلب بشكل واضح.
أثناء مرور الموجات فوق الصوتية في حجرات القلب، فإن الدم يحمل هذه الموجات بعيداً، وبالتالي لا يعكس هذه الأمواج، مما يجعل الحجرات القلبية تظهر فارغة (باللون الأسود)، بينما يكون الانعكاس عن جدران القلب والصمامات أوضح، ويزداد وضوحاً في حالات تكلّس هذه الأجزاء.
تتكون أجهزة تخطيط صدى القلب من مجس باليد، وعلى وحدة معالجة، وعلى شاشة، كما يحوي على لوحة إدخال غالباً ماتحوي لوحة مفاتيح. يمكن للجهاز الواحد أن يستقبل عدة رؤوس مجسات، ويمكن استبدالها، لعمل تخطيط تصواتي عبر الصدر أو عبر المريء.
في طب القلب تستخدم موجات فوق صوتية بتردد يتراوح ما بين 2.0 - 3.0 ميجاهيرتز، والتي تصل لأعماق أكبر في جسم الإنسان، مما يسمح بمشاهدة كامل حجرات القلب، ويكون ذلك على حساب قدرة التمييز (بالإنجليزية: Resolution) ودقة الصورة.

## تخطيط صدى القلب عبر الصدر

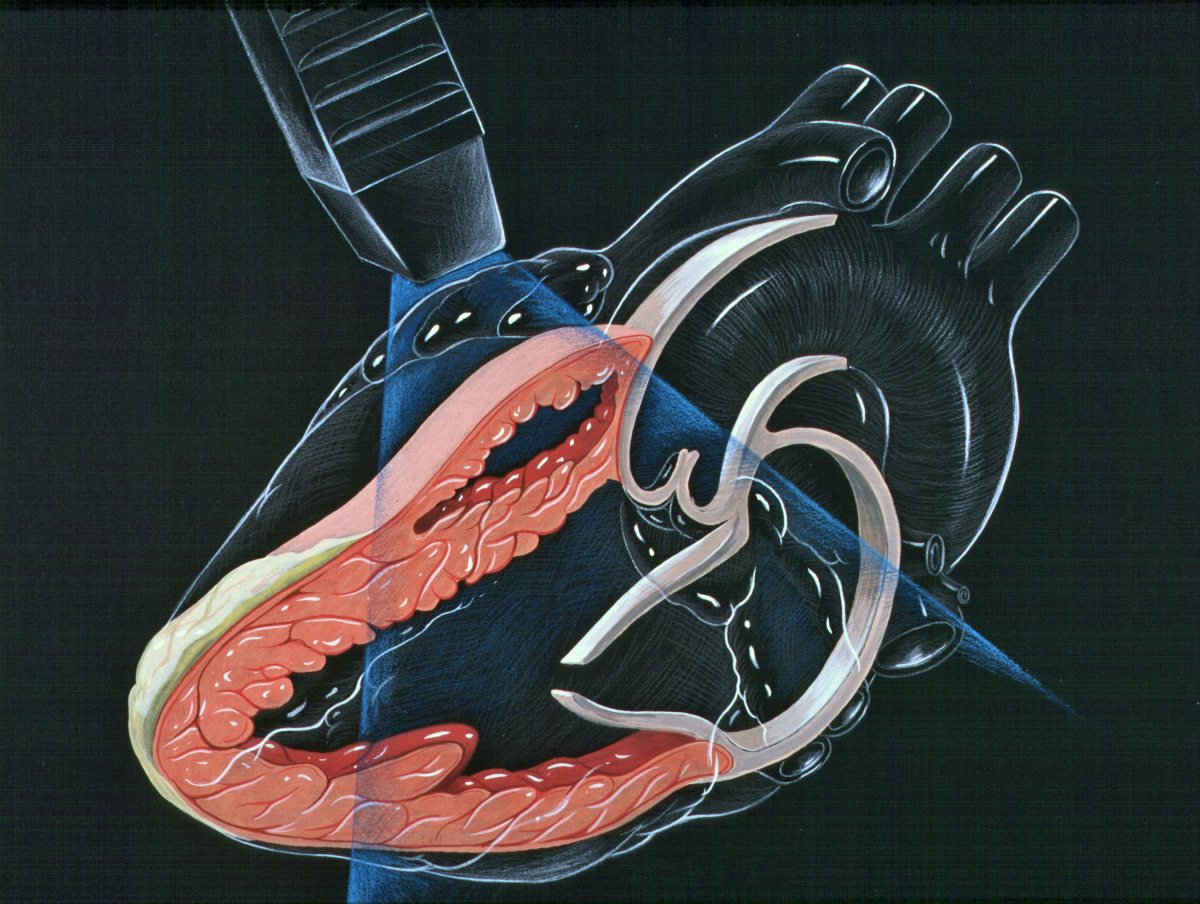
رسم توضيحي لموقع المجس عبر الصدر، المجس يوضع على الجلد.

يتم تخطيط صدى القلب عبر الصدر (بالإنجليزية: TTE transthoracal echocardiography) بوضع رأس المسبار الذي يبث موجات فوق صوتية بشكل مقطعي على الجلد عند جدار الصدر ما بين ضلعين، للوصول إلى تصوير للقلب من عدة جوانب، والحصول على مقاطع متعددة لحجرات القلب. عادة ما يُطلب من المريض الكشف عن صدره والاستلقاء إلى الجانب الأيسر. من ناحية مبدئية هناك نقطتان رئيسيتان لتخطيط صدى القلب، الأولى بالجانب الأيسر الأعلى لعظم القص، والثانية في المسافة بين الأضلاع المماثلة لقمة القلب.
| |
| 1. السطر الأول يمثل المقاطع التي نحصل عليها عند تخطيط صدى القلب باستخدام النقطة المماثلة لقمة القلب. 2. السطر الثاني يمثل المقاطع التي نحصل عليها عند تخطيط صدى القلب من الجانب الأيسر لعظمة القص. |

يفيد التخطيط عبر الصدر في معرفة:
- أحجام حجرات القلب،
- وفي حساب الكسر القذفي ومنه تقدير قوة ضخ عضلة القلب،
- وفي تشخيص العديد من اعتلالات الصمامات القلبية،
- وفي قياس الضغط الشرياني الرئوي،
- وفي مشاهدة حركة انقباض العضلة القلبية واعتلالاتها كما في احتشاء عضل القلب،
- وفي تشخيص الانصباب التأموري،
- وفي تشخيص استدامة الثقب البيضوي القلبي (بالإنجليزية: Patent foramen ovale)،
- كما يستخدم في اكتشاف الاختلافات والاعتلالات الخلقية عند الولادة وبعدها ... الخ.

يمتاز الفحص عبر الصدر بسهولة إجرائه، ورخص سعره بالمقارنة بالتصويرات الطبية الأخرى، كما يمتاز بأنه يمكن نقل جهاز تخطيط صدى القلب للمريض، بدل نقل المريض إلى غرفة فحص خاصة، مما يعطي أهمية للفحص في حالات الطوارئ.

## تخطيط عبر المريء

رسم توضيحي يوضح مسبار الفحص التصواتي في مكانه في المريء، ومجاورته للقلب.

يتم تخطيط صدى القلب عبر المريء عن طريق مسبار يتم إدخاله عن طريق الفم إلى المريء، وذلك للحصول على «نافذة» أفضل موجات فوق صوتية|للموجات فوق الصوتية]] لرؤية الأقسام الخلفية من القلب، إذ أن هذه الجوانب تكون بعيدة عن الصدر، فتكون الصور التي يتم الحصول عليها من الصدر غير واضحة، بينما حينما يتم الفحص من المريء - الذي يُجاور القلب من الخلف مباشرة - أدق للأقسام الخلفية، كما يمكن إنتاج صور ثلاثية الأبعاد لصمامات القلب.
يسمح التصوير عبر المريء بتحقيق تصوير بتمييز أعلى، وبخاصة للتفاصيل الدقيقة لحجرات القلب وصماماته، وذلك لأن المريء يقع مباشرة خلف القلب، بدون وجود الرئة كحاجز معيق بين مسبار الفحص وحجرات القلب، إذ أن الرئة بما تحتويه من هواء تعتبر معيقاً كبيراً لعمليات التصوير باستخدام الموجات فوق الصوتية. وتكون الدقة التصويرية أعلى من التصوير عبر الصدر لأن المسبار يكاد يكون ملامساً للجدار الخلفي للقلب، ولايفصل بينهما إلا جدار المريء الدقيق نسبياً.
يمكن إجراء التصوير التصواتي عبر المريء بشكلٍ مشابه للتنظير الداخلي، حيث يُدخل المسبار - الذي يكون على شكل خرطوم (أنبوب) عبر البلعوم إلى المريء. يمكن أن يُصار إلى تهدئة المريض باستخدام منومات قصيرة الأمد، عندها يكون إدخال الأنبوب أصعب ولكن المريض لايلاحظ دخول الأنبوب فيشعر أن الفحص كان مريحاً أكثر. أو يمكن تشجيع المريض على التعاون وبخاصة إذا كان المريض يجري الفحص في عيادة خارجية ويرغب مثلاً في قيادة السيارة أو القيام بعمل ما بعد الفحص. يُشترط لإجراء الفحص أن تكون المعدة فارغة، ولذلك لابد أن يمتنع المريض عن تناول الأطعمة ل 6 ساعات على الأقل قبل الفحص، وعن شرب السوائل لمدة ساعة إلى ساعتين قبل الفحص وذلك لتجنب التقيؤ أثناء الفحص.

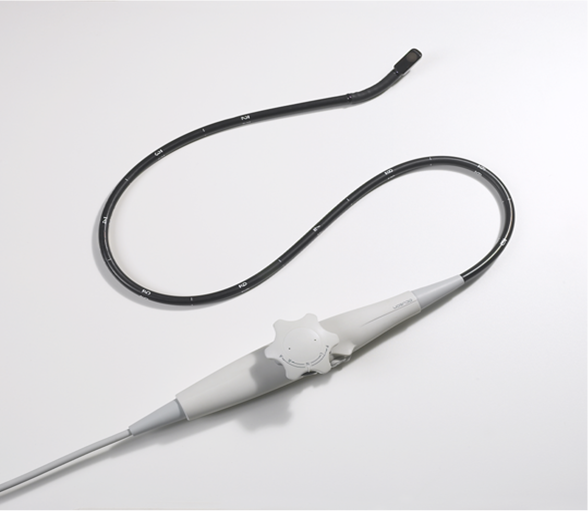
صورة لمسبار الفحص التصواتي عبر المريء.

صورة ثلاثية الأبعاد للصمام التاجي.

### دواعي الفحص عبر المريء
يتم إجراء الفحص عبر المريء في الحالات التي لاتكون ظاهرة عبر الصدر ومن دواعي الفحص عبر المريء:
- اكتشاف وجود (أو إثبات عدم وجود) خثرات في الأذين الأيسر وبخاصة في زاوية الأذين الأيسر والتي تُدعى «أُذينة الأُذين الأيسر»، هذه الخثرات التي يمكن أن تتسبب في احتشاءات شريانية وبالذات السكتة الدماغية وذلك عند مرضى الرجفان الأذيني.
- تقييم أدق للصمامات القلبية واعتلالاتها من قصور أو تضيق.
- تشخيص التهاب الشغاف (بالإنجليزية: Endocarditis) وبخاصة اكتشاف النوابت الجرثومية (بالإنجليزية: Bacterial vegetations) في حجرات القلب.
- تشخيص تسلخ الأبهر (بالإنجليزية: Aortic dissection).
- تشخيص استدامةالثقب البيضوي القلبي (بالإنجليزية: Patent foramen ovale PFO).